# Habitatge al Carrer dels Rajolers (Regencós)
L'Habitatge al Carrer dels Rajolers és una obra de Regencós (Baix Empordà) inclosa a l'Inventari del Patrimoni Arquitectònic de Catalunya.
Edifici del segle xviii situat al centre històric del poble de Regencós.
Es una casa de tres plantes (planta baixa i dos pisos, cobert amb una teulada a dues aigües. Constructivament parlant, l'estructura portant és feta amb carreus de pedra i morter de calç, i la teulada amb teula àrab. La façana apareix arrebossada. Davant seu s'hi obre un gran pati, i adossat a l'edifici principal també hi apareixen uns coberts, per emmagatzemar estris.
El sostre de la coberta està solucionat amb cairats de fusta.